# Олдридж, Айра Фредерик

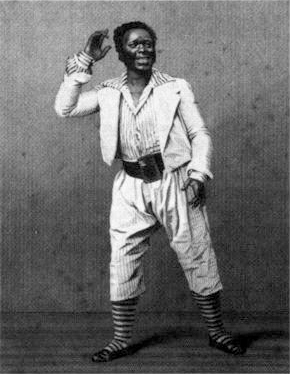
Айра Олдридж в роли Мунго в опере Ч. Дибдина «Замо́к». 1820—1830-е годы

А́йра Фре́дерик О́лдридж (англ. Ira Frederick Aldridge; 24 июля 1807 — 7 августа 1867) — американский актёр-трагик.

## Биография
Родился свободным в семье проповедника в Нью-Йорке (США). В начале 1820-х гг. дебютировал в небольшом негритянском театре «Африканская труппа» (Нью-Йорк) в роли перуанского полководца Роллы («Писарро» Р. Шеридана); сыграл роли Ромео и Гамлета («Ромео и Джульетта» и «Гамлет» У. Шекспира). Вскоре театр был разгромлен расистами, и Олдридж выехал в Англию, где выступал с Эдмундом Кином во время его гастролей. Учился в Университете Глазго в Шотландии. В 1826 году выступил в небольшом лондонском театре «Роялти» в ролях Отелло и Аарона («Отелло» и «Тит Андроник» У. Шекспира). В 1831 году успешно играл в Дублине; произвёл фурор в небольших городах южной Ирландии; также его тепло принимали зрители в главном городе графства Сомерсет — Бате (Англия) и в Эдинбурге, столице Шотландии. Работал в лондонских театрах «Ковент-Гарден», «Лицеум» и др. Однако преследования расистов вынудили Айру Олдриджа в 1830-х гг. выехать и из Англии.
Лишённый возможности выступать в США, в 1850-х гг. актёр совершил длительную гастрольную поездку по странам континентальной Европы. В 1852 году с успехом выступал в Германии перед герцогиней Саксен-Кобург-Готской и перед прусским королём Фридрихом Вильгельмом IV, а также в Будапеште.

## В Российской империи
В 1858 году Олдридж гастролировал в Сербии и в Российской империи, где познакомился с Фёдором Толстым, Михаилом Щепкиным и Тарасом Шевченко.
Находился в Российской империи с 1858 года (за исключением 1860 и 1863), участвуя в постановках шекспировских трагедий «Отелло» и «Король Лир» в Санкт-Петербурге, Москве, Нижнем Новгороде, Одессе и Киеве. По словам театроведа С. Дурылина, «Олдридж начал свой великий шекспировский поход по России, продолжавшийся девять лет». Хотя во время гастролей зимой 1858/59 гг. его личный успех был в значительной степени снижен тем, что сопровождавшая его немецкая драматическая труппа играла на немецком языке, петербургские студенты в знак восхищения его актёрским талантом впряглись в его карету и провезли её по улицам столицы. Во время пребывания в Петербурге Олдридж познакомился и подружился с недавно вернувшимся из ссылки Т. Г. Шевченко, который написал его портрет. По воспоминаниям художницы Е. Ф. Юнге, во время создания этого портрета «несколько минут был слышен только скрип карандаша о бумагу, но разве мог Олдридж усидеть на месте? Он начинал шевелиться, мы кричали ему, чтобы он сидел смирно. Он делал гримасы. Мы не могли удержаться от смеха. Шевченко сердито прекращал работу. Олдридж делал испуганное лицо и снова сидел некоторое время неподвижно. „Можно петь?“ — спрашивал он вдруг. „А ну его, пусть себе поет!“. Начиналась трогательная, заунывная негритянская мелодия, (которая) постепенно переходила в более живой темп и кончалась отчаянным джигом, отплясываемым Олдриджем посреди мастерской. Вслед за этим он представлял нам целые комические бытовые сцены… Тарас Григорьевич увлекался его веселостью и пел ему малорусские песни». Покидая Россию, Олдридж увез с собой портрет Тараса Шевченко работы М. О. Микешина. Во время последующих гастролей Олдридж трижды посещал Украину, но Шевченко уже не было в живых.
После Гражданской войны в США артист хотел вернуться на родину, однако этому намерению не суждено было осуществиться: в 1867 году смерть настигла его по дороге на гастроли в Санкт-Петербург, на территории Царства Польского, которое входило в состав Российской империи.
Похоронен на Старом евангелическом кладбище в Лодзи. Первоначальное место погребения более 20 лет было забытым и заросшим, но в 1890 году старшая дочь — оперная певица Ирен Лурана Полин Олдридж, выступая с концертом в городе, собрала средства на памятник отцу. Могилу Айры Олдриджа в некрополе при евангелической церкви увенчал внушительный монумент; в конце Второй мировой войны кладбище было разрушено, и после её окончания памятник шекспировскому актёру, украшенный овальным медальоном с его портретом в коронной роли Отелло, был восстановлен.

## Оценка творчества
Айра Олдридж — один из наиболее выдающихся интерпретаторов Шекспира (роли Макбета, короля Лира, Ричарда III и др.). Он был первым американским актёром, завоевавшим всемирную славу исполнением шекспировских ролей. Актёр глубоко раскрывал в своём творчестве гуманистический смысл его трагедий. В Отелло — по мнению многих, наилучшей роли Олдриджа — он показывал внутреннюю эволюцию своего героя; спокойствие, пластичность, мягкость сменялась в его игре бурной, неукротимой эмоциональностью; этот образ олицетворял собой негритянский народ, отстаивавший своё человеческое достоинство. Олдридж владел исключительной способностью перевоплощения (при этом он использовал сложный грим, изменяющий цвет его кожи). Пламенный темперамент и живая эмоциональность сочетались у Олдриджа с точным самоконтролем исполнения.
Считается, что Олдридж послужил моделью для картины английского художника Джона Симпсона «Пленный раб» (1827), приобретённой в 2008 году Чикагским институтом искусств для своего музея, где экспонируется ныне. Произведение представлено на сайте вуза с подписью «The Captive Slave (Ira Aldridge)».

## Курьёзы
Айра Олдридж обладал бешеным темпераментом. Его коронной ролью был Отелло. В финальной сцене он так «накалялся», что изо рта у него шла пена, а глаза наливались кровью. Исполнительницы роли Дездемоны панически боялись играть с ним.
Известный театрал А. А. Стахович однажды, зайдя за кулисы, поинтересовался у Олдриджа, как прошли его гастроли в Москве с Л. П. Никулиной-Косицкой — Дездемоной. Тот ответил, что она очень нервничала, и добавил:
Все эти слухи сильно преувеличены. Я сыграл Отелло более трехсот раз. За это время задушил всего трех актрис, зарезал, кажется, одну. Согласитесь, что процент небольшой. Не из-за чего было так волноваться вашей московской Дездемоне.

## Семья
Был женат дважды. В первом браке состоял с англичанкой Маргарет Гилл, у них в 1847 году родился сын Айра Дэниел Олдридж, который впоследствии был осуждён за подделку и в 1867 году эмигрировал в Австралию. Когда и как окончился его земной путь, неизвестно.
Вторая жена, шведская графиня Аманда фон Брандт, произвела на свет четверых детей. Две дочери Олдриджа — Айрин Лурана Полин (1860—1932) и Аманда Кристина Элизабет (1866—1956) — стали известными оперными певицами, но не имели потомства; сын Айра Фредерик Олаф (1862—1886) был музыкантом и композитором. Третья дочь (самый младший ребёнок) Рэчел Маргарет Фредерика (1868—1869) умерла в раннем возрасте.
Помимо этих законных отпрысков, у Олдриджа в 1853 году родился внебрачный сын от Эммы Стотард, муж которой, актёр Уильям Стотард, подал на любовника жены иск с требованием компенсации. В 1856 г. слушание дела «Stothard v. Aldridge» завершилось решением удовлетворить требование истца и обязать ответчика выплатить ему возмещение ущерба, которое ввиду того, что суд усмотрел некоторые смягчающие обстоятельства, ограничилось суммой в 2 фунта.